# Batracomorphus consignatus
Batracomorphus consignatus är en insektsart som beskrevs av Dlabola 1964. Batracomorphus consignatus ingår i släktet Batracomorphus och familjen dvärgstritar. Inga underarter finns listade i Catalogue of Life.